# استادان شیطان
استادان شیطان عنوان چندین گروه ابرتبه‌کارانه در سری کتاب‌های کامیک انتشارات مارول کامیکس می‌باشد. این تیم اولین بار در انتقام‌جویان شماره ۶ام (ژوئیه ۱۹۶۴) به وسیله استن لی، جک کربی و چیک استون ساخته شد.